# آرمان هوسپیان
آرامائیس وارطانی هُوسپیان (ارمنی: Արամայիս Վարդանի Հովսեփյան؛ ۲۱ فوریهٔ ۱۹۲۱ – ۸ اوت ۱۹۸۰) که با نام آرمان هوسپیان شناخته می‌شود، بازیگر، کارگردان فیلم، تهیه‌کننده و نویسندهٔ ارمنی‌تبار اهل ایران بود. هوسپیان در ۲۵ سال فعالیت در عرصه سینمایی، در ۵۵ فیلم نقش‌آفرینی کرد. او در سال ۱۳۳۴ جایزهٔ بهترین بازیگر مرد سال را از اولین فستیوال فیلم‌های ایرانی به خاطر بازی در فیلم چهارراه حوادث (۱۳۳۳) دریافت کرد.
او در ۱۳۳۲ نخستین نقش سینمایی‌اش را در اولین فیلم ساموئل خاچیکیان به نام بازگشت بازی کرد. از دیگر همکاری‌های او با خاچیکیان می‌توان به فیلم‌های چهارراه حوادث، خون و شرف، طوفان در شهر ما، فریاد در نیمه شب، دلهره و ضربت اشاره کرد. او در انسان‌ها (۱۳۴۳) ساختهٔ آرامائیس آقامالیان؛ جادهٔ مرگ (۱۳۴۲) و شیطان در می‌زند (۱۳۴۳) هر دو ساختهٔ اسماعیل ریاحی نیز ایفای نقش کرده‌است. از سال ۱۳۴۴ با کارگردانی و تهیه‌کنندگی عروس دریا فعالیت در عرصه‌های دیگری را نیز تجربه کرد که حاصلش کارگردانی و تهیهٔ پنج فیلم بوده‌است.

## زندگی

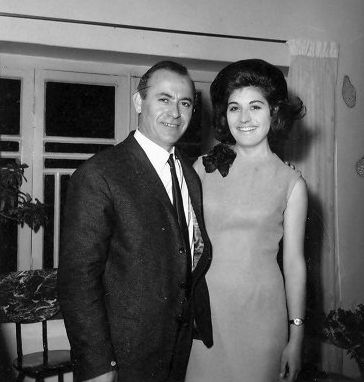
آرمان به همراه دخترش لوریک میناسیان

آرمان هوسپیان در روز دوشنبه ۲ اسفند ۱۲۹۹ خورشیدی برابر با ۲۱ فوریه ۱۹۲۱ میلادی در شهر تبریز در یک خانواده ارمنی به دنیا آمد.
وی تحصیلات ابتدائی را در «دبستان هایکازیان–تاماریان تبریز» گذراند و سپس به علت تعطیلی مدارس ارامنه، از تحصیل بازماند. آرمان از سنین نوجوانی شیفتهٔ هنر تئاتر گردید و در شهر تبریز در نمایش‌نامه‌های ارمنی بسیاری به روی صحنه رفت.
او در دوران مدرسه در نمایش‌های دانش آموزی بازی می‌کرد. از نوجوانی در گروه‌های تئاتری ارامنه تبریز بازیگری را آغاز کرد. فعالیت هنری را از سال ۱۳۱۹ با بازی در نمایشی به نام «ناموس» شروع کرد. و پس از نقل مکان به تهران در ۱۳۲۴، این حرفهٔ هنری را در باشگاه فرهنگی ـ ورزشی آرارات، در کنار ژوزف واعظیان، ساموئل خاچیکیان و آرامائیس آقامالیان دنبال کرد. پس از عزیمت به تهران فعالیت تئاتری‌اش را به همراه ژوزف واعظیان، ساموئل خاچیکیان و آرامائیس آقامالیان، در باشگاه آرارات ادامه داد.
همسر او، ژِنیک نام داشت و صاحب چهار فرزند، سه پسر به نام‌های زاره، وارتان، واهیک و یک دختر لوریک میناسیان (هوسپیان) بود. دخترش لوریک نیز با ایفای نقشی کوتاه در پرده آخر و نیز در فیلم‌های دو نفر و نصفی، خانه خلوت، مجسمه، شوخی و بوی پیراهن یوسف ایفای نقش کرده‌است.

## فعالیت هنری
آرمان در سال ۱۳۳۲ به دعوت خاچیکیان برای بازی در فیلم بازگشت به «استودیو دیانا» رفت. خاچیکیان در «یک گفتگو» (با غلام حیدری) تعریف کرده‌است که: 
«ساناسار خاچاطوریان، مدیر استودیو دیانا، می‌خواست برای ایفای نقش اول بازگشت، از علی محزون که نامش بر سر زبان‌ها بود، استفاده کنم اما من مخالفت کردم و رفتم آرمان را آوردم که در آن موقع، در یک «کفاشی» جنب «سینما متروپل» (سینما رودکی کنونی) کار می‌کرد و فارسی را خیلی بد صحبت می‌کرد»
جمال امید در کتاب تاریخ سینمای ایران نوشته‌است: «
بازگشت، همچنین معرف چهرهٔ جدیدی به عنوان بازیگر برای سینمای ایران بود. آرمان با این فیلم درخشید. او مشکل لهجه داشت، اما بار دیگر با بهره از شیوهٔ امتحان‌شدهٔ استفاده از دوبلهٔ همزمان، به وسیلهٔ کاظم محمودیان، این اشکال نیز برطرف شد».
در سال ۱۳۳۵ در نمایش‌نامه دیوانه نوشته رافی نویسندهٔ مشهور ارمنی، ایفای نقش نمود. این نمایش را آرامائیس آقامالیان کارگردانی نمود و در «تالار کومیتاس» باشگاه آرارات نمایش داده شد.
آرمان یکی از چند بازیگر شاخص دهه‌های ۱۳۳۰ و ۱۳۴۰ ایران بود. علاوه بر نقش‌های متفاوت، در بسیاری از این آثار، نقش مردان ثروتمند شکست‌خورده یا دچار مشکل شده را بازی کرد.
در سال ۱۳۴۲، جینا لولوبریجیدا، ستاره سینمای ایتالیا که او در این زمان در تهران به سر می‌برد در سینما مهتاب به تماشای فیلم «جاده مرگ» با بازی او نشست. در سال ۱۳۴۳، به خاطر نمایش جادهٔ مرگ در لس آنجلس از سوی شهرداری این شهر لقب «همشهری افتخاری» را گرفت. در سال ۱۳۴۴ عروس دریا (به کارگردانی و بازی خودش) در جشنواره بین‌المللی فیلم مسکو (۱۹۷۴) به نمایش درآمد.
پس از بازگشت، آرمان، بازیگرِ ثابت فیلم‌های بعدی ساموئل خاچیکیان در «استودیو دیانا» و به دنبال آن «آژیر فیلم» و استودیوهای دیگر شد: در دههٔ ۱۳۳۰، همکاری آرمان با خاچیکیان با فیلم‌های دختری از شیراز (۱۳۳۳)، چهارراه حوادث (۱۳۳۴)، خون و شرف (۱۳۳۴)، طوفان در شهر ما (۱۳۳۷)، و در دههٔ ۱۳۴۰ با فیلم‌های فریاد نیمه شب (۱۳۴۰) دلهره (۱۳۴۱)، ضربت (۱۳۴۳)، عصیان (۱۳۴۵)، من هم گریه کردم (۱۳۴۷)، قصهٔ شب یلدا (۱۳۴۹) ادامه یافت. اما او در همین سال‌ها با بازی در فیلم‌های اسماعیل ریاحی: جاده مرگ (۱۳۴۲)، شیطان در می‌زند (۱۳۴۳) و شکوه جوانمردی (۱۳۴۶) و فیلم‌های سیامک یاسمی: قهرمان قهرمانان (۱۳۴۴)، گنج قارون (۱۳۴۴)، شمسی پهلوان (۱۳۴۵)، با خلق شخصیتی متفاوت، از جلد فیلم‌های ترسناک بیرون می‌آید. این شخصیت جدید در واقع با فیلم انسان‌ها (۱۳۴۳) (ساخته مهدی میثاقیه و آرامائیس آقامالیان ۱۳۴۳) شکل گرفت و یک سال بعد در گنج قارون، سیامک یاسمی جا افتاد.
آرمان در سال ۱۳۴۴ به کارگردانی و تهیه‌کنندگی روی آورد و فیلم عروس دریا را با شرکت خودش، فروزان، ویگن و بهروز وثوقی کارگردانی نمود که در «جشنوارهٔ فیلم مسکو» سال (۱۹۷۴) به نمایش درآمد. وی با شش سال وقفه، در سال ۱۳۵۱ فیلم دیگری با نام مستأجر با بازی رضا ارحام صدر کارگردانی نمود.
شاید مهم‌ترین بازی آرمان در نقش استاد چشمه‌ساز در فیلم چشمه (آربی اوانسیان) باشد که حاصل همکاری این دو هنرمندِ توانمند، فیلمی درخور اعتناء و به‌یادماندنی است.
در دهه ۱۳۵۰، آرمان علاوه بر بازی، با تأسیس «سازمان سینمایی مشعل» در حدود سال ۱۳۵۴  تهیهٔ تعدادی فیلم را هم برعهده گرفت که فیلم‌های مشترک محمد دلجو و امیر مجاهد: علف‌های هرز و شب غریبان از آن جمله‌اند. آرمان طی ۲۵ سال حضور در سینمای ایران، در ۵۵ فیلم بازی کرد که در میانشان فیلم بد هم بود، اما آرمان در هیچ فیلمی، بد بازی نکرد.

## درگذشت

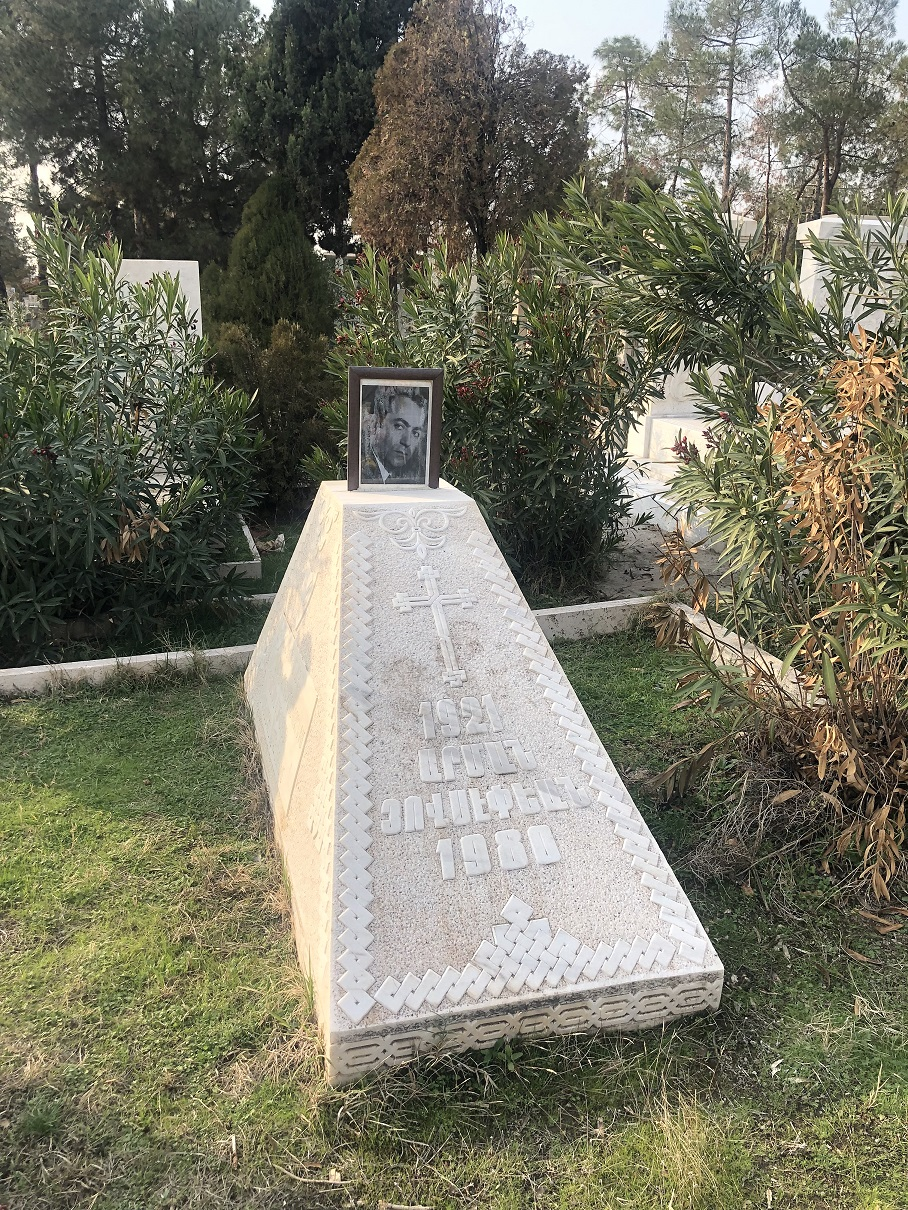
مقبره هوسپیان در خاوران تهران

کار بازیگری آرمان در صحنه تئاتر با نمایشنامه گیکور نوشته هوانس تومانیان، نویسنده سرشناس ارمنی آغاز شد. آخرین فعالیت هنری آرمان نیز در سال ۱۳۵۹، بازی در همین نمایش‌نامه بود. پس از آن برای عمل جراحی به اسپانیا رفت و سرانجام، در اثرِ «سرطان لوزالمعده»، در روز جمعه ۱۷ مرداد ۱۳۵۹ خورشیدی برابر با ۸ اوت ۱۹۸۰ میلادی در شهر بارسلون درگذشت. پیکر آرمان را به تهران منتقل کردند و در آرامستان بوراستان در جادهٔ خراسان تهران به خاک سپردند.

## جوایز و افتخارات
آرمان هوسپیان در طول زندگی هنری خود افتخارات و جوایز چندی به دست آورد که از آن جمله می‌توان به موارد زیر اشاره کرد:
- دریافت عنوان «همشهری افتخاری» از شهردار لس آنجلس به خاطر بازی در فیلم «جادهٔ مرگ».
- در ۱۵ خرداد ۱۳۳۴ به خاطر بازی در فیلم چهارراه حوادث (با ویدا قهرمانی در اولین نقش سینمایی‌اش) جایزهٔ «بهترین بازیگر مرد سال» را از اولین فستیوال فیلم‌های ایرانی دریافت کرد.
- نمایش فیلم عروس دریا (به کارگردانی و بازی خودش) در جشنواره بین‌المللی فیلم مسکو (۱۹۷۴)

## آثار هنری

### نمایش‌ها
فعالیت تئاتری را از سال ۱۳۱۹ با بازی در نمایشی به نام «ناموس» شروع کرد. تعدادی از نمایش‌های وی عبارتند از: گیکور، ناموس، سارا، دیوانه، گناهکاران بی‌گناه، جنون، برای شرف.

### فیلم‌شناسی
آرمان به واسطهٔ آشنائیش با ساموئل خاچیکیان، وارد عرصهٔ سینما شد و فعالیتش در سینمای ایران، توأم با موفقیت بود و در زمان کوتاهی، تبدیل به یک ستاره شد.
آرمان مهم‌ترین بازیگر ارمنی در تاریخ سینمای ایران است که در دوران فعالیتش در ۵۹ فیلم به ایفای نقش پرداخت و چند فیلم را کارگردانی نمود. از نقش‌های شاخص آرمان می‌توان به نقش آفرینی در فیلم‌های ساموئل خاچیکیان و همچنین به بازی چشمگیر وی در فیلم «گنج قارون» اشاره نمود.

دلهره - ۱۳۴۱

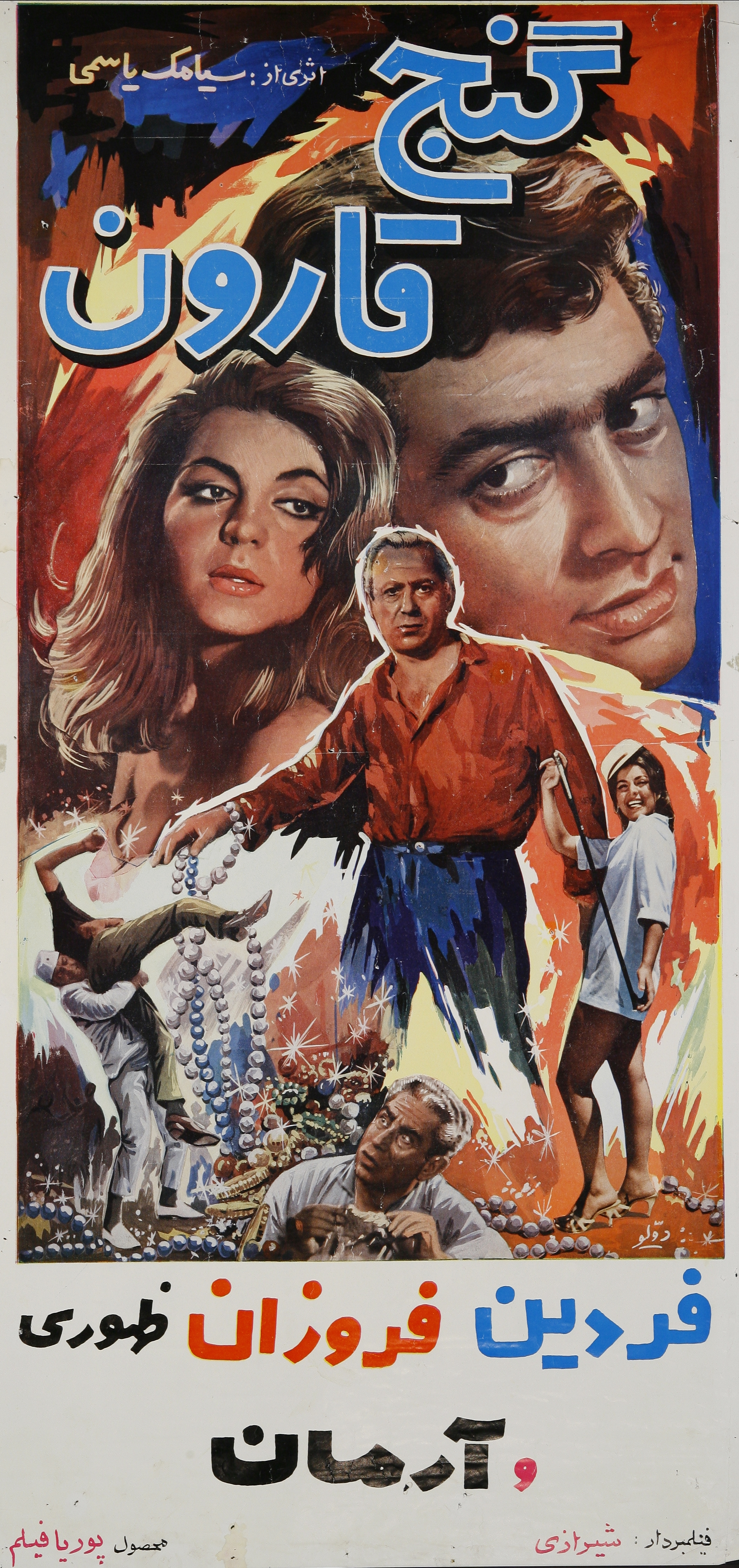
گنج قارون ۱۳۴۴

«بازی‌های آرمان در زمان خودش متر و معیارِ بازی موفق یا ناموفق در سینمای ایران بود. او سطح توقع تماشاگران سینمای ایران را بالا برد و پیش از آن که یک ستاره در سینمای ایران باشد، وزنه‌ای در بازیگری به حساب می‌آمد.»— زاون قوکاسیان، منتقد برجسته سینمایی، 
| فیلم‌شناسی آرمان | فیلم‌شناسی آرمان       | فیلم‌شناسی آرمان | فیلم‌شناسی آرمان | فیلم‌شناسی آرمان | فیلم‌شناسی آرمان | فیلم‌شناسی آرمان | فیلم‌شناسی آرمان |
| ردیف            | نام فیلم              | سال             | بازیگر          | کارگردان        | تهیه‌کننده       | نویسنده         | توضیحات         |
| --------------- | --------------------- | --------------- | --------------- | --------------- | --------------- | --------------- | --------------- |
| ۱               | بازگشت                | ۱۳۳۲            | آری             | -               | -               | -               |                 |
| ۲               | دختری از شیراز        | ۱۳۳۳            | آری             | -               | -               | -               |                 |
| ۳               | خون و شرف             | ۱۳۳۴            | آری             | -               | -               | -               |                 |
| ۴               | چهارراه حوادث         | ۱۳۳۴            | آری             | -               | -               | -               |                 |
| ۵               | طوفان در شهر ما       | ۱۳۳۷            | آری             | -               | -               | -               |                 |
| ۶               | فریاد نیمه‌شب          | ۱۳۴۰            | آری             | -               | -               | -               |                 |
| ۷               | آس و پاس              | ۱۳۴۰            | آری             | -               | -               | -               |                 |
| ۸               | دلهره                 | ۱۳۴۱            | آری             | -               | -               | -               |                 |
| ۹               | جاده مرگ              | ۱۳۴۲            | آری             | -               | -               | -               |                 |
| ۱۰              | انسان‌ها               | ۱۳۴۳            | آری             | -               | -               | -               |                 |
| ۱۱              | ضربت                  | ۱۳۴۳            | آری             | -               | -               | -               |                 |
| ۱۲              | شیطان در می‌زند        | ۱۳۴۳            | آری             | -               | -               | -               |                 |
| ۱۳              | گنج قارون             | ۱۳۴۴            | آری             | -               | -               | -               |                 |
| ۱۴              | قهرمان قهرمانان       | ۱۳۴۴            | آری             | -               | -               | -               |                 |
| ۱۵              | عروس دریا             | ۱۳۴۴            | آری             | آری             | آری             | آری             |                 |
| ۱۶              | عصیان                 | ۱۳۴۵            | آری             | -               | -               | -               |                 |
| ۱۷              | امروز و فردا          | ۱۳۴۵            | آری             | -               | -               | -               |                 |
| ۱۸              | شمسی پهلوان           | ۱۳۴۵            | آری             | -               | -               | -               |                 |
| ۱۹              | سرنوشت                | ۱۳۴۶            | آری             | -               | -               | -               |                 |
| ۲۰              | شکوه جوانمردی         | ۱۳۴۶            | آری             | -               | -               | -               | -               |
| ۲۱              | رودخانه وحشی          | ۱۳۴۷            | آری             | -               | -               | -               |                 |
| ۲۲              | پلی بسوی بهشت         | ۱۳۴۷            | آری             | -               | -               | -               |                 |
| ۲۳              | حاجی فیروز            | ۱۳۴۷            | آری             | -               | -               | -               | ناتمام ماند     |
| ۲۴              | چرخ بازیگر            | ۱۳۴۷            | آری             | -               | -               | -               |                 |
| ۲۵              | من هم گریه کردم       | ۱۳۴۷            | آری             | -               | -               | -               |                 |
| ۲۶              | پسران قارون           | ۱۳۴۸            | آری             | -               | -               | -               |                 |
| ۲۷              | هوکانی                | ۱۳۴۸            | آری             | -               | -               | -               | ناتمام ماند     |
| ۲۸              | رابطه                 | ۱۳۴۸            | آری             | -               | -               | -               |                 |
| ۲۹              | قصه شب یلدا           | ۱۳۴۹            | آری             | -               | -               | -               |                 |
| ۳۰              | لیلی و مجنون          | ۱۳۴۹            | آری             | -               | -               | -               |                 |
| ۳۱              | قوز بالا قوز          | ۱۳۴۹            | آری             | -               | -               | -               |                 |
| ۳۲              | خشم عقاب‌ها            | ۱۳۴۹            | آری             | -               | -               | -               |                 |
| ۳۳              | دیوار شیشه‌ای          | ۱۳۵۰            | آری             | -               | -               | -               |                 |
| ۳۴              | مرد هزار لبخند        | ۱۳۵۰            | آری             | -               | -               | -               |                 |
| ۳۵              | جان‌سخت                | ۱۳۵۰            | آری             | -               | -               | -               |                 |
| ۳۶              | برای که قلب‌ها می‌تپد   | ۱۳۵۰            | آری             | -               | -               | -               |                 |
| ۳۷              | یک مرد و یک شهر       | ۱۳۵۰            | آری             | -               | -               | -               |                 |
| ۳۸              | ماجرای یک دزد         | ۱۳۵۰            | آری             | -               | -               | -               |                 |
| ۳۹              | یک خوشگل و هزار مشکل  | ۱۳۵۰            | آری             | -               | -               | -               |                 |
| ۴۰              | رضا چلچله             | ۱۳۵۰            | آری             | -               | -               | -               |                 |
| ۴۱              | آتشپاره شهر           | ۱۳۵۰            | آری             | -               | -               | -               |                 |
| ۴۲              | قدیر                  | ۱۳۵۱            | آری             | -               | -               | -               |                 |
| ۴۳              | آشوبگر                | ۱۳۵۱            | آری             | -               | -               | -               |                 |
| ۴۴              | چشمه                  | ۱۳۵۱            | آری             | -               | -               | -               |                 |
| ۴۵              | مستأجر                | ۱۳۵۱            | آری             | آری             | آری             | آری             |                 |
| ۴۶              | سازش                  | ۱۳۵۳            | آری             | -               | -               | -               |                 |
| ۴۷              | شوهر کرایه‌ای          | ۱۳۵۳            | آری             | -               | -               | -               |                 |
| ۴۸              | مرد شب                | ۱۳۵۳            | آری             | -               | -               | -               |                 |
| ۴۹              | ممل آمریکایی          | ۱۳۵۳            | آری             | -               | آری             | -               |                 |
| ۵۰              | یاران                 | ۱۳۵۳            | آری             | -               | آری             | -               |                 |
| ۵۱              | شب غریبان             | ۱۳۵۴            | آری             | -               | آری             | -               |                 |
| ۵۲              | دزد سوم               | ۱۳۵۴            | آری             | -               | -               | -               |                 |
| ۵۳              | قاصدک                 | ۱۳۵۵            | آری             | -               | آری             | -               |                 |
| ۵۴              | علف‌های هرز            | ۱۳۵۵            | آری             | -               | -               | آری             |                 |
| ۵۵              | ماهی‌ها در خاک می‌میرند | ۱۳۵۶            | آری             | -               | -               | -               |                 |
| ۵۶              | شب زخمی               | ۱۳۵۶            | آری             | -               | -               | -               |                 |
| ۵۷              | خان نایب              | ۱۳۵۷            | آری             | -               | -               | -               |                 |
| ۵۹              | خیابانی‌ها             | ۱۳۵۷            | آری             | -               | -               | -               |                 |
| ۶۰              | عبور از مرز شب        | ۱۳۵۷            | آری             | -               | -               | -               |                 |
| ۶۱              | گفت هر سه نفرشان      | ۱۳۵۹            | آری             | -               | -               | -               | نمایش داده نشد  |

## توضیحات
1. ↑  در سال ۱۳۱۵ خورشیدی، به دستور رضاشاه، «مدارس ارمنی» تعطیل شد.